# Axonolaimus versiliensis
Axonolaimus versiliensis is een rondwormensoort uit de familie van de Axonolaimidae. De wetenschappelijke naam van de soort is voor het eerst geldig gepubliceerd in 1941 door Brunetti.